# Dominique Laffin
Dominique Elisabeth Laffin (* 3. Juni 1952 in Saint-Mandé, Département Val-de-Marne; † 12. Juni 1985 in Paris) war eine französische Schauspielerin.

## Leben
Dominique Laffin wurde 1952 als Dominique Elisabeth Laffin in der Region Île-de-France in der Nähe von Paris geboren. Ein Universitätsstudium gab sie nach drei Tagen auf, um sich ungelernt einer Karriere als Schauspielerin zu widmen. Die ehemalige Verkäuferin debütierte 1977 in Claude Millers Drama Süßer Wahn neben Gérard Depardieu und Miou-Miou. Nach ihrer ersten Hauptrolle in Jean-Marie Poirés Komödie Les Petits câlins (1978) arbeitete sie im selben Jahr mit dem französischen Regisseur Jacques Doillon zusammen, Vertreter der Nouveau Naturel (dt.: „Neue Natürlichkeit“) im französischen Kino der 1970er Jahre. Doillons Drama Die Frau, die weint ist inspiriert durch eine Reihe von Porträts, die Pablo Picasso 1937 von seiner damaligen Lebensgefährtin Dora Maar schuf. Es erzählt die Geschichte einer jungen Ehefrau und Mutter, die durch ihren Ehemann (gespielt von Jacques Doillon) in eine offene Dreiecksbeziehung gedrängt wird. Für ihre fünfte Filmrolle, in der sie laut eigenen Aussagen nicht spielte oder sich mit der gleichnamigen Figur identifizierte, sondern jede Situation wie eine wirkliche auffasste, wurde Laffin 1980 für den wichtigsten französischen Filmpreis, den César, als Beste Hauptdarstellerin nominiert. Laffin unterlag jedoch ihrer Schauspielkollegin Miou-Miou (Die Aussteigerin). 

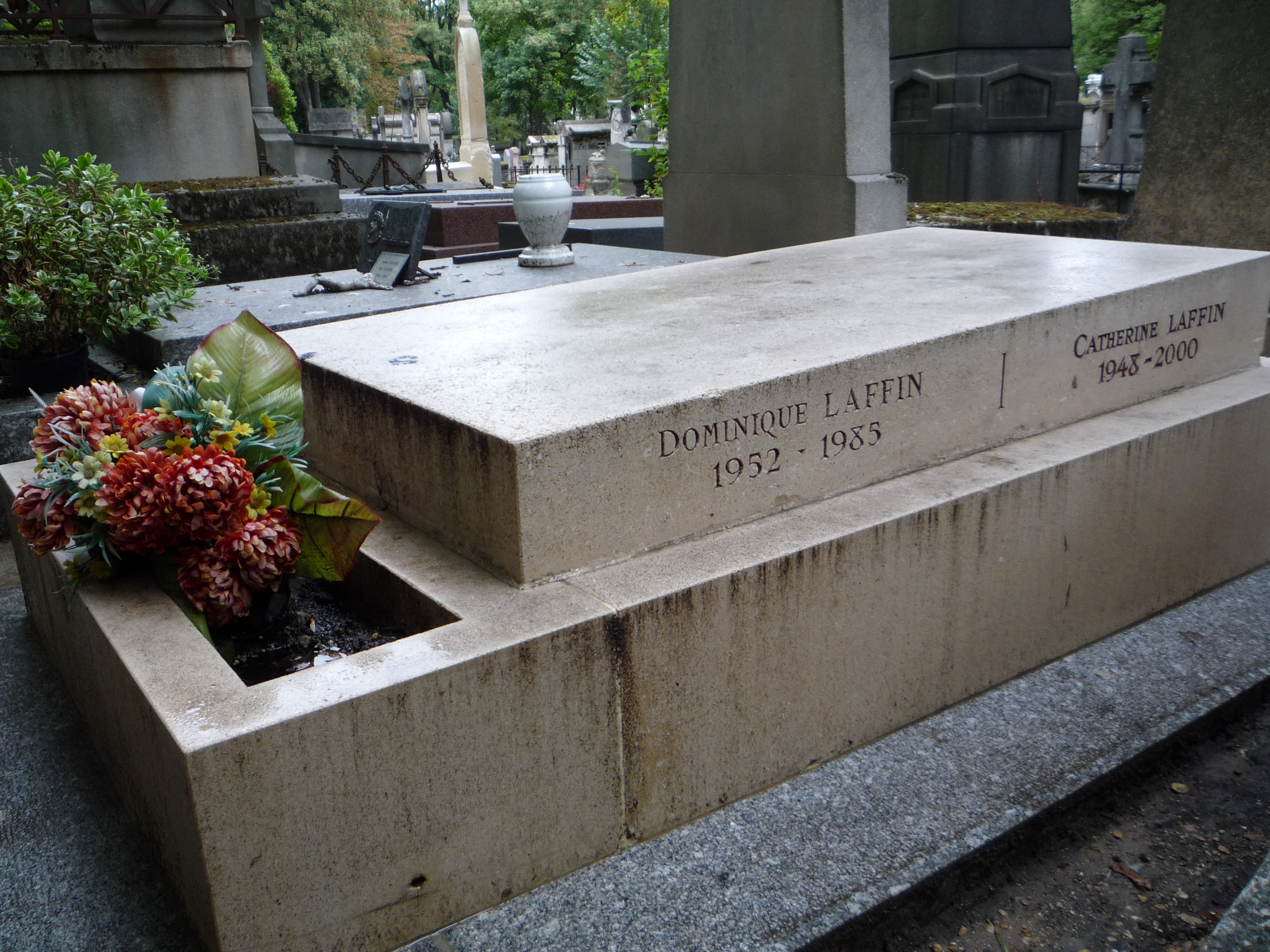
Laffins Grab auf dem Cimetière de Montmartre

Nach dem Erfolg von Die Frau, die weint agierte Laffin 1979 in der Titelrolle von Christine Pascals Film Félicité. Im selben Jahr mimte sie in Catherine Breillats Drama Tapage nocturne eine Filmregisseurin, die sich trotz Ehe und Kind darauf einlässt, mit einem bisexuellen Schauspieler (gespielt von Joe Dallesandro) die Grenzen ihres Begehrens zu erforschen. Nach Marco Ferreris Tragikomödie Mein Asyl, in der Roberto Benigni ihr Filmpartner ist, folgten auch Rollen in ausländische Produktionen, so etwa in Rudolf Thomes System ohne Schatten oder Hans Liechtis Akropolis Now (beide 1983). In ihrer Karriere spielte Laffin vorwiegend in Dramen und gab meistens sensiblen Charakteren ein Gesicht. Nach einer Nebenrolle in Claude Sautets mehrfach für den César nominierter Tragikomödie Garçon! Kollege kommt gleich!, folgte 1985 mit der Hauptrolle der Anita in Laurent Perrins Passage secret ihr letzter Auftritt in einem Kinofilm.
Dominique Laffin erlag im Alter von 33 Jahren einem Herzinfarkt. Ihr Grab befindet sich auf dem Cimetière de Montmartre in Paris, unweit der Grabstätte François Truffauts.
Aus ihrer Beziehung mit dem Sänger Yvan Dautin entstammt die Tochter Clémentine Autain (* 1973), die im Film System ohne Schatten an der Seite ihrer Mutter agierte.

## Filmografie (Auswahl)
- 1977: Süßer Wahn (Dites-lui que je l’aime)
- 1978: Les petits câlins
- 1978: Die Frau, die weint (La femme qui pleure)
- 1979: Tapage nocturne
- 1979: Mein Asyl (Chiedo asilo)
- 1980: Giganten der Landstraße (Empreinte des géants)
- 1983: System ohne Schatten
- 1983: Garçon! Kollege kommt gleich! (Garçon!)
- 1985: Passage secret

## Auszeichnungen
- 1980: César-Nominierung für Die Frau, die weint (Beste Hauptdarstellerin)